# Martin Bangemann
Martin Bangemann (Wanzleben, 15 novembre 1934 – 28 giugno 2022) è stato un politico tedesco.
È stato ministro, commissario europeo e leader del Partito Liberale Democratico.

## Formazione
Bangemann studiò giurisprudenza alle università di Tubinga e Monaco di Baviera. Nel 1962 conseguì il dottorato e nel 1964 ottenne la qualifica di avvocato.

## Carriera politica
Bangemann aderì al Partito Liberale Democratico (FDP) nel 1963. Nel 1969 divenne vicepresidente del Partito liberale democratico/Partito popolare democratico (FDP/DVP), che è il nome del FDP nel Baden-Württemberg. Dal 1974 al 1978 fu leader del FDP/DVP e tra il 1974 e il 1975 fu segretario generale federale del partito.
Il 19 novembre 1972 Bangemann venne eletto per la prima volta deputato al Bundestag. Fu deputato anche nella legislatura seguente, fino al 1978.
Bangemann fece parte del Parlamento europeo dal 1973 al 1984. Dal 1979 al 1984 presiedette il Gruppo Liberale e Democratico.

### Ministro dell'economia e leader del FDP
Il 27 giugno 1984 fu nominato ministro dell'economia nel governo guidato da Helmut Kohl. Rieletto al Bundestag il 25 gennaio 1987, il 12 marzo 1987 venne nominato nuovamente ministro dell'economia. Si dimise il 9 dicembre 1988 e lasciò anche l'incarico di parlamentare poche settimane dopo.
Dal 23 febbraio 1985 al 9 ottobre 1988 Bangemann è stato presidente federale del Partito Liberale Democratico.

### Commissario europeo
Nel 1989 Bangemann venne nominato commissario europeo ed entrò a far parte della Commissione Delors II come vicepresidente e commissario per il mercato interno e gli affari industriali.
Fece parte anche della successiva Commissione Delors III tra il 1993 e il 1995 con la delega agli affari industriali e alla tecnologia dell'informazione e delle telecomunicazioni. Mantenne la stessa delega nella Commissione Santer tra il 1995 e il 1999. Nel 1999 si dimise, assieme al resto della Commissione, dopo lo scandalo la che investì. Rimase in carica per gli affari correnti nell'ambito della Commissione Marín, poi si ritirò dalla vita politica.
Il 30 giugno 1999 i dirigenti della società spagnola di telecomunicazioni Telefónica annunciarono che Bangemann sarebbe entrato a far parte del loro consiglio di amministrazione. Bangemann fu messo in congedo dalla Commissione europea dal 3 luglio, ma la sua scelta venne criticata e ritenuta inopportuna. Gli stati membri ritennero che tale comportamento fosse in contraddizione con gli obblighi dei commissari europei previsti dai trattati, e l'8 luglio decisero di portare il caso alla Corte di giustizia dell'Unione europea. Il 17 dicembre 1999 rinunciarono al ricorso, riconoscendo che il comportamento di Bangemann era stato legittimo.

## Vita personale
Bangemann è sposato ed ha cinque figli.